# John Hynes
John Hynes (Warwick, 10 de fevereiro de 1975) é um treinador norte-americano de hóquei no gelo profissional que é o treinador principal do Minnesota Wild da National Hockey League (NHL). Ele atuou anteriormente como treinador principal do New Jersey Devils e do Nashville Predators.

## Carreira de jogador
Formado pela Universidade de Boston em 1997, Hynes foi um atleta de destaque por três anos como atacante e participou de quatro torneios consecutivos da NCAA. Em 1995, Boston conquistou o Campeonato Nacional da NCAA em Providence, Rhode Island. Hynes obteve um diploma de bacharel em saúde e educação física.

## Carreira de treinador

### Treinador universitário
John Hynes foi assistente técnico na Universidade de Massachusetts Lowell durante a temporada de 2000–01. Na temporada de 2002–03, ele se tornou assistente técnico na Universidade de Wisconsin.

### USA Hóquei
Após a temporada de 2002–03, John Hynes passou as seis temporadas seguintes como treinador principal do Programa de Desenvolvimento da Seleção Americana de Hóquei. Ele registrou um recorde geral de 216–113–19–9 como treinador da equipe. Na temporada de 2008–09, ele foi o treinador principal da Equipe Sub-17 dos EUA e teve um recorde de 42–17–6.
Hynes também levou a Equipe Sub-18 a três medalhas no Campeonato Mundial Sub-18: ouro em 2006, prata em 2004 e bronze em 2008. Ele também foi o treinador principal no Campeonato Mundial Sub-20 de 2008.

### Pinguins Wilkes-Barre/Scranton
Em 4 de agosto de 2009, Hynes foi nomeado assistente técnico do Wilkes-Barre/Scranton Penguins sob o comando do treinador Todd Reirden. Em 31 de julho de 2010, os WBS Penguins anunciaram que Hynes seria o novo treinador principal da equipe, após a promoção de Reirden para uma posição de assistente técnico do Pittsburgh Penguins.
Sob o comando de Hynes, os Wilkes-Barre/Scranton Penguins se classificaram para os playoffs em todas as cinco temporadas, alcançando as finais de conferência duas vezes.

### New Jersey Devils
Em 2 de junho de 2015, Hynes foi nomeado treinador principal do New Jersey Devils. Ele se tornou o treinador mais jovem da NHL para a temporada de 2015–16. Em 5 de abril de 2018, ele levou os Devils à sua primeira aparição nos playoffs desde a temporada de 2011–12. No entanto, eles foram eliminados na Primeira Rodada pelo Tampa Bay Lightning em cinco jogos. Em 3 de janeiro de 2019, Hynes assinou uma extensão de contrato de vários anos com os Devils.
Em 3 de dezembro de 2019, Hynes foi demitido do New Jersey Devils e foi substituído pelo assistente técnico Alain Nasreddine.

### Nashville Predators
Em 7 de janeiro de 2020, Hynes foi nomeado treinador principal do Nashville Predators. Ele foi demitido em 30 de maio de 2023, após quase quatro temporadas em Nashville.

### Minnesota Wild
Em 27 de novembro de 2023, Hynes foi nomeado treinador principal do Minnesota Wild.

## Recorde como treinador

### NHL
| Time                | Ano     | Temporada regular | Temporada regular | Temporada regular | Temporada regular | Temporada regular   | Pós-Temporada | Pós-Temporada | Pós-Temporada                     |
| Time                | Ano     | J                 | V                 | D                 | Pts               | Classificação       | V             | D             | Resultado Final                   |
| ------------------- | ------- | ----------------- | ----------------- | ----------------- | ----------------- | ------------------- | ------------- | ------------- | --------------------------------- |
| New Jersey Devils   | 2015–16 | 82                | 38                | 36                | 84                | 7º na Metropolitana | —             | —             | Não foi para os playoffs          |
| New Jersey Devils   | 2016–17 | 82                | 28                | 40                | 70                | 8º na Metropolitana | —             | —             | Não foi para os playoffs          |
| New Jersey Devils   | 2017–18 | 82                | 44                | 29                | 97                | 5º na Metropolitana | 1             | 4             | Perdeu na Primeira Rodada (TBL)   |
| New Jersey Devils   | 2018–19 | 82                | 31                | 41                | 72                | 8º na Metropolitana | —             | —             | Não foi para os playoffs          |
| New Jersey Devils   | 2019–20 | 26                | 9                 | 13                | (22)              | (Demitido)          | —             | —             | —                                 |
| Nashville Predators | 2019–20 | 28                | 16                | 11                | 33                | 5º na Central       | 1             | 3             | Perdeu na Rodada Qualifying (ARI) |
| Nashville Predators | 2020–21 | 56                | 31                | 23                | 64                | 4º na Central       | 2             | 4             | Perdeu na Primeira Rodada (CAR)   |
| Nashville Predators | 2021–22 | 82                | 45                | 30                | 97                | 5º na Central       | 0             | 4             | Perdeu na Primeira Rodada (COL)   |
| Nashville Predators | 2022–23 | 82                | 42                | 32                | 92                | 5º na Central       | —             | —             | Não foi para os playoffs          |
| Minnesota Wild      | 2023–24 | 63                | 34                | 24                | (73)              | 6º na Central       | —             | —             | Não foi para os playoffs          |
| Total               | Total   | 665               | 318               | 279               |                   |                     | 4             | 15            | 4 aparições nos playoffs          |

### AHL
| Time                           | Ano     | Temporada regular | Temporada regular | Temporada regular | Temporada regular | Temporada regular | Pós-Temporada | Pós-Temporada | Pós-Temporada                               |
| Time                           | Ano     | J                 | V                 | D                 | Pts               | Classificação     | V             | D             | Resultado Final                             |
| ------------------------------ | ------- | ----------------- | ----------------- | ----------------- | ----------------- | ----------------- | ------------- | ------------- | ------------------------------------------- |
| Wilkes-Barre/Scranton Penguins | 2010–11 | 80                | 58                | 21                | 117               | 1º no Leste       | 6             | 6             | Perdeu nas Finais de Divisão (CHA)          |
| Wilkes-Barre/Scranton Penguins | 2011–12 | 76                | 44                | 25                | 95                | 2º no Leste       | 6             | 6             | Perdeu nas Semi-Finais de Divisão (STJ)     |
| Wilkes-Barre/Scranton Penguins | 2012–13 | 76                | 42                | 30                | 88                | 3º no Leste       | 8             | 7             | Perdeu nas Finais de Conferência (SYR)      |
| Wilkes-Barre/Scranton Penguins | 2013–14 | 76                | 42                | 26                | 92                | 2º no Leste       | 9             | 8             | Perdeu nas Finais de Conferência (STJ)      |
| Wilkes-Barre/Scranton Penguins | 2014–15 | 76                | 45                | 24                | 97                | 2º no Leste       | 4             | 4             | Perdeu nas Semi-Finais de Conferência (MCH) |
| Total                          | Total   | 384               | 231               | 126               |                   |                   | 33            | 31            | 5 aparições nos playoffs                    |